# ارجمند (مقاطعة فيروزكوه)
ارجمند (بالإنجليزية: Arjomand)‏ هي مدينة تقع في Arjomand District في إيران. يقدر عدد سكانها بـ 1,688 نسمة .